# Troiano de Urano
Um troiano de Urano é um corpo menor do sistema solar que orbita o Sol em uma órbita semelhante à de Urano na vizinhança de Urano - nos pontos de Lagrange L4 e L5. Este tipo de objeto foi nomeado assim devido aos troianos que estão associados com os pontos de Lagrange análogas de Júpiter. Atualmente apenas dois foram descobertos, 2011 QF99 e 2014 YX49.

## Lista
L4
- 2011 QF99
- 2014 YX49

L5
- Nenhum dos objetos atualmente conhecidos provavelmente estão no ponto L5 de Urano.